# Theo Fürst
Theo Fürst (* 14. Februar 1932 in Goddelau; † 30. September 2011 in Herrstein) war ein deutscher Komponist und Chorleiter.

## Leben
Fürst, geboren 1932 in Goddelau, leitete in der Naheregion zahlreiche Chöre, darunter auch von 1980 bis 1997 die Konzertgesellschaft Bad Kreuznach. Von 1992 bis 1997 leitete er als Bundeschormeister den Chorleiterchor des Chorverbandes Rheinland-Pfalz. Für seine Leistungen wurde er mit dem Musikdirektor FDB ausgezeichnet. Am 25. März 2007 erhielt Fürst von der Académie Internationale de Lutèce in Paris eine Silbermedaille mit Diplom (eine Erstplatzierung wurde nicht vergeben) für die Teilnahme am „Grand Concours Internationale 2006“ in der Sparte Komposition. Eingereicht hatte er seine Missa de Angelis und das Chorwerk Europäische Impressionen.

## Kompositionen
- Es klingt ein Lied durch die Nacht (2004)
- Ave Maria, gratia plena (2003)
- Freude durch Gesang (1991)
- Missa de Angelis in F (2006)

## Tonträger
- Chorgemeinschaft Fürst (1984)
- Freude durch Singen (1983)
- Chorgemeinschaft Fürst Idar-Oberstein, Herrstein singt für Aktion Lebenshilfe (Schallplatte, 1976)

## Auszeichnungen
- 1991: Peter-Cornelius-Plakette des Landes Rheinland-Pfalz